# Shadow Zone (album Axela Rudiego Pella)
Shadow Zone – dziewiąty album studyjny niemieckiego gitarzysty heavymetalowego Axela Rudiego Pella. Wydawnictwo zostało wydane 29 kwietnia 2002 roku nakładem wytwórni muzycznej Steamhammer. Nagrania zostały zrealizowane między grudniem 2001 a styczniem 2002 roku w Redhouse Studio w Gelsenkirchen.

## Lista utworów
Opracowano na podstawie materiału źródłowego.
1. "The Curse of the Chains (Intro)" – 1:26 (utwór instrumentalny)
2. "Edge of the World" – 5:18
3. "Coming Home" – 7:03
4. "Live for the King" – 8:15
5. "All the Rest of My Life" – 8:04
6. "Follow the Sign" – 4:29
7. "Time of the Truth" – 8:20
8. "Heartbreaker" – 6:42
9. "Saint of Fools" – 4:59
10. "Under the Gun" – 6:48

Teksty i muzyka: Axel Rudi Pell.

## Twórcy
Opracowano na podstawie materiału źródłowego.
| - Mike Terrana – perkusja - Volker Krawczak – gitara basowa - Ferdy Doernberg – instrumenty klawiszowe - Axel Rudi Pell – gitara, produkcja - Johnny Gioeli – śpiew | - Charlie Bauerfeind – miksowanie - Ulf Horbelt – mastering - Marc Klinnert – okładka albumu - Axel Jusseit – zdjęcia - Klaus Heinrich – projekt, oprawa graficzna - Ulrich Pösselt – produkcja, inżynieria dźwięku |